# Dionís d'Alexandria (bisbe)
Dionís d'Alexandria (grec antic: Διονύσιος; llatí: Dionysius) va ser bisbe d'Alexandria de l'any 247 al 265. Probablement nascut en aquella ciutat, de pares pagans però persones influents.
Va estudiar filosofia i les opinions de diverses sectes, i finalment va abraçar el cristianisme. Orígenes, que va ser un dels seus mestres, va tenir una gran influència en aquest pas. Després d'haver estat prevere durant un temps, l'any 232 va succeir a Hèracles d'Alexandria al front de l'escola teològica d'Alexandria. Hèracles va ser nomenat bisbe d'Alexandria i a la seva mort l'any 247, també el va succeir en aquest càrrec. Durant l'anomenada persecució de Deci Dionís va ser detingut i portat a Taposiris (entre Alexandria i Canop) on probablement havia de ser executat, però es va poder escapar i va descriure detalladament la forma en què ho va fer, segons recull Eusebi de Cesarea.
L'any 257, a l'anomenada persecució de Valerià I, va fer una confessió de la seva fe davant del prefecte Emilià i com a conseqüència va ser enviat a l'exili al districte de Cefro, al desert de Líbia i va haver de marxar immediatament encara que estava molt malalt. Al cap de tres anys un edicte de Gal·liè a favor dels cristians li va permetre retornar a Alexandria, on es va destacar en el combat contra les heretgies, especialment contra Sabel·li i els sabel·lians, i es va sobrepassar en el seu zel, arribant a proferir en els seus discursos teories que no eren pas ortodoxes. El Papa Dionís el va convidar a participar en un sínode i allà va reconèixer que havia actuat precipitadament i de forma desconsiderada.
L'any 265 va ser convidat a un altre sínode a Antioquia de l'Orontes per debatre amb Pau de Samòsata però no hi va poder anar per la seva edat i per estar malalt, encara que va escriure una carta dirigida a la reunió de bisbes on defensava els seus punts de vista. Va morir uns mesos després. Havia ocupat a seu d'Alexandria durant disset anys. L'Església de Roma el considera sant. Epifani Escolàstic diu que tenia una església dedicada a ell a Alexandria.
Va escriure diverses obres (tractats i cartes) dirigides als bisbes i a les comunitats, però només uns fragments s'han conservat, principalment per Eusebi de Cesarea. Els escrits més importants són:
- Sobre les promeses, en dos llibres, dirigit contra Nepot, bisbe d'Arsínoe.
- Una obra dirigida al Papa Dionís I, bisbe de Roma, en 4 llibres o cartes, en què parla contra els sabel·lians.
- Una obra dirigida a Timoteu, "Sobre la Naturalesa".[1]